# Тимпан (архитектура)

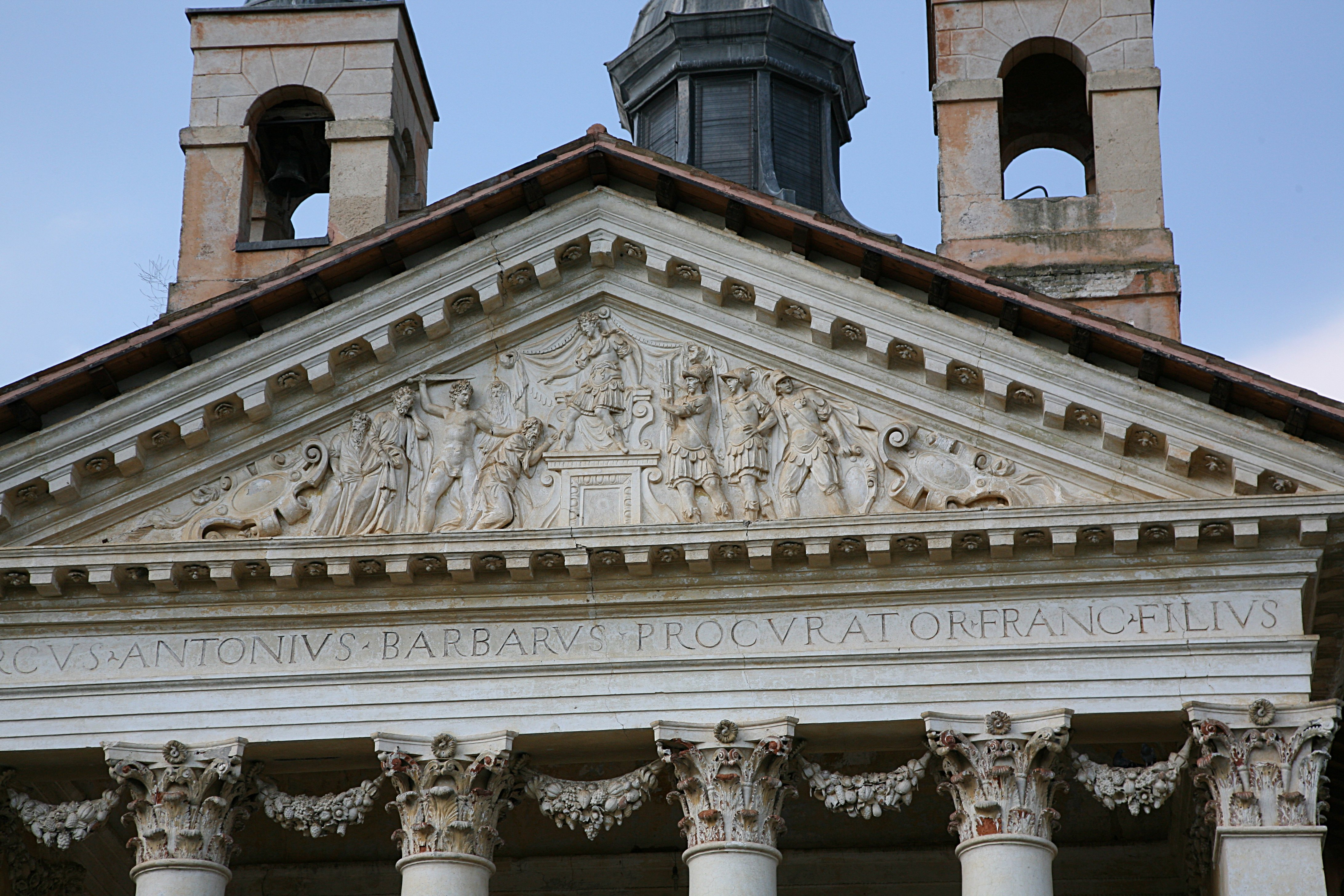
Tимпан фронтона Темпьетто Виллы Барбаро в Мазере, область Венето. 1558—1560. Архитектор А. Палладио

Тимпа́н (др.-греч. τύμπανον — бубен) — архитектурный элемент, названный по аналогии с одноимённым музыкальным инструментом, — внутреннее поле треугольного фронтона или щипца. Поле стены между архивольтами соседних арок в аркаде и лежащим на них антаблементом правильнее называть не тимпаном, а антрвольтом («преддужием, междудужием»). Аналогичная поверхность внутри полуциркульного (лучкового) фронтона именуется люнетой. Закомара древнерусской архитектуры не называется люнетой, поскольку не отграничена карнизом снизу. В античной и западноевропейской средневековой архитектуре тимпаны заполняют рельефами, скульптурой, росписью, резным или мозаичным орнаментом. Похожие композиции в мусульманской архитектуре стран Ближнего и Среднего Востока называют иначе: пештак.
Идея заполнения поля треугольного фронтона скульптурой принадлежит древним грекам. Вначале на торцах двускатной кровли дорических и этрусских храмов зияли треугольные пустоты, Затем, вероятно, в середине VII в. до н. э. появилась мысль закрывать эти пустоты терракотовыми или мраморными плитами с расписными, рельефными изображениями. В древних храмах ионического ордера фронтонные скульптурные композиции являются исключением. Конструктивные элементы (обрамляющие карнизы) фронтона задавали естественную раму скульптурных композиций: симметрия, центр, углы, в которые должны были быть вписаны фигуры богов и героев. Наиболее известные композиции тимпанов треугольных фронтонов Древней Греции: Храм Афины-Афайи на о. Эгина, Парфенон в Афинах, храм Зевса в Олимпии.
В западноевропейской архитектуре романского (X—XII веков) и, особенно, готического (XIII—XIV веков) периодов в тимпанах фронтонов церквей и соборов размещали важные в иконографическом отношении композиции: Страшный суд, Христос во Славе (в мандорле), Коронование Девы или Поклонение Агнцу, Всевидящее око в треугольнике и сияющих лучах.